# Wilchelmówka
Wilchelmówka – część wsi Młyniska w Polsce położona w województwie lubelskim, w powiecie lubartowskim, w gminie Michów. 
Wilchelmówka należy do sołectwa Młyniska.
W latach 1975–1998 miejscowość administracyjnie należała do województwa lubelskiego.